# Instrument à vent
Pour un article plus général, voir Instrument de musique.

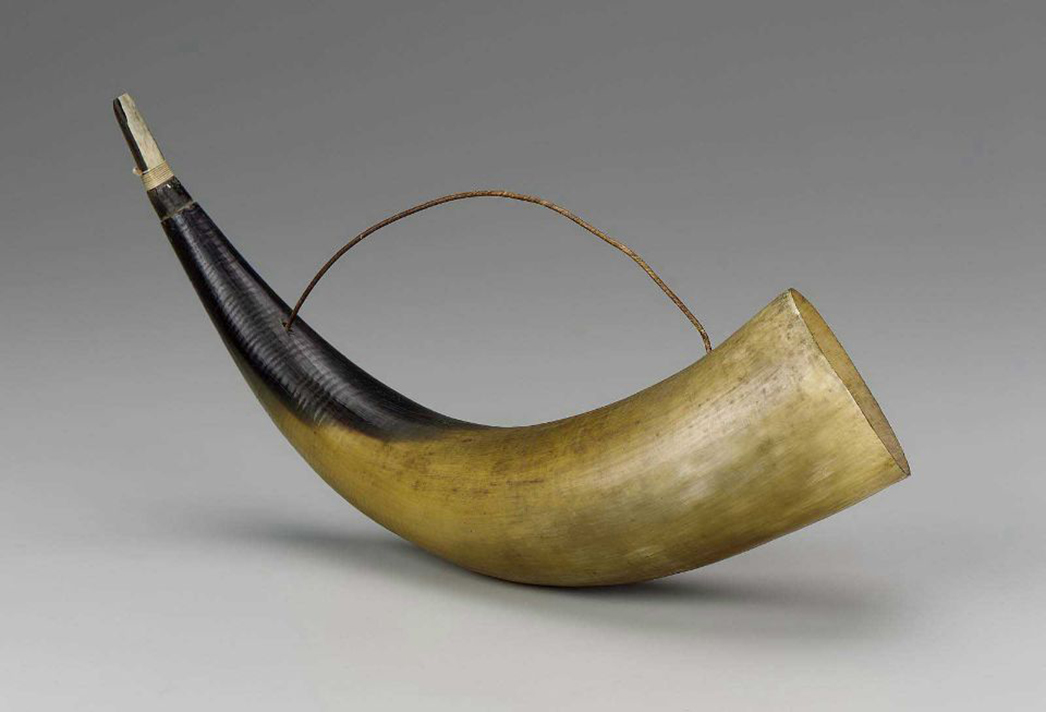
Erkencho

Un instrument à vent (ou aérophone) est un instrument de musique dont le son est produit grâce aux vibrations d'une colonne d'air provoquées par le souffle d'un instrumentiste (flûte, trompette, etc.), d'une soufflerie mécanique (orgue, accordéon) ou d'une poche d'air (cornemuse, veuze, etc.). Ils sont regroupés en deux grandes familles : 
- les bois pour lesquels le son est produit par vibration d'une anche ou à travers un biseau ;
- les cuivres pour lesquels le son est produit par les lèvres du musicien.

Ces catégories dépendent du mode de production du son d'un instrument et non du matériau utilisé pour sa conception. Ainsi les instruments à vent peuvent être fabriqués avec toutes sortes de matières (du bois, du métal, du plastique, du Plexiglas, du cristal, de l'ivoire ou de l'os), et certains utilisent des technologies mécaniques, électroniques ou informatiques.

## Historique
« Les plus vieux instruments à vent connus sont des flûtes fabriquées dans des os de vautour et datées de 35 000 ans pour celle d’Isturitz au Pays Basque, et de 40 000 ans pour celle de Hohle Fels, en Allemagne ».
Les premiers instruments à embouchure en bassin (trompes irlandaises et danoises) datent de l'âge du bronze et sont utilisés depuis l'Antiquité ; trompes et cors ont alors essentiellement un usage militaire.

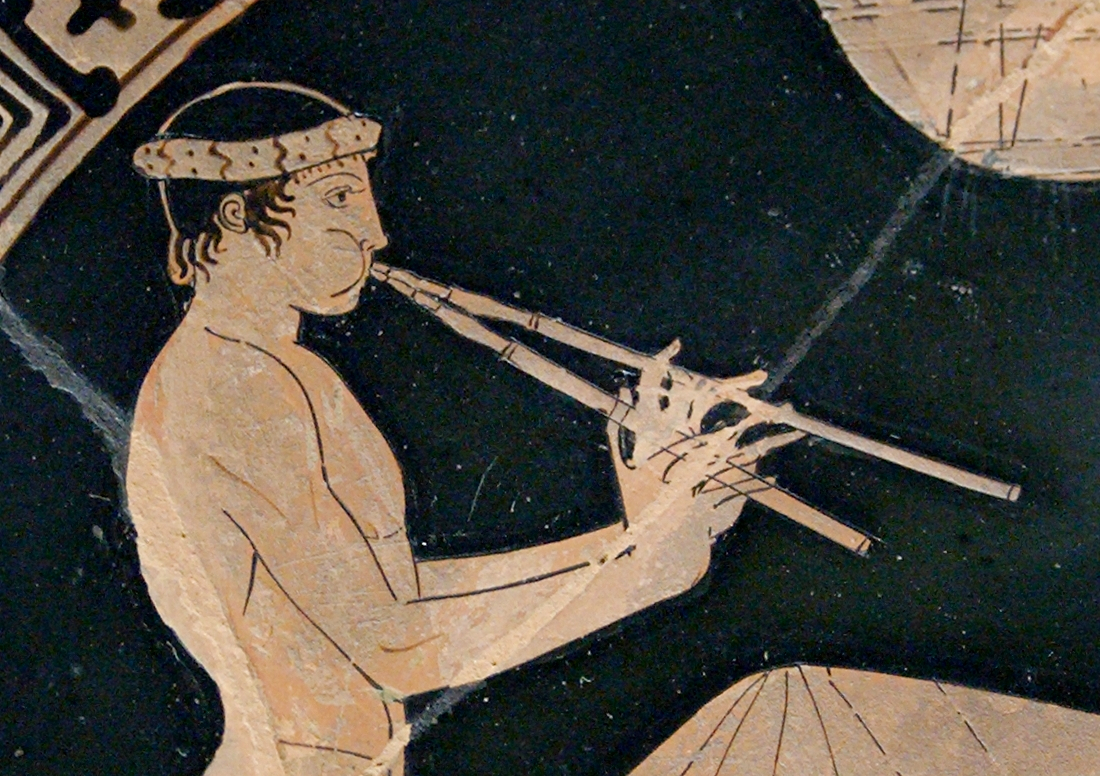
Garçon jouant de l’aulos en gonflant les joues, 460 av. J.-C., musée du Louvre.)

Avec l'invention de l'anche (languette taillée directement dans la paroi de l'instrument ou indépendante en paille ou en roseau), la famille des bois s'est élargie avec les instruments à anches qui apparaissent au Proche-Orient ; des doubles clarinettes (Arghoul) primitives sont présentes sur les représentations en ancienne Égypte. Ce type d'instrument s'est alors répandu en Afrique du nord et en Europe (aulos: instrument à deux chalumeaux en roseau...).
Il existe de nombreux vestiges d'instruments à vent autour du bassin méditerranéen : « Les plus anciennes flûtes de Pan découvertes en Europe sont originaires des régions orientales du continent : d’une nécropole néolithique (2000 av. J.-C.) d’Ukraine méridionale et d’un site de la région de Saratov. Chacune se compose de sept à huit tuyaux en os creux d’oiseau… ».
Au IIIe siècle av. J.-C., Ctésibios d’Alexandrie invente un orgue appelé hydraulos, réunion de plusieurs monaules (flûte grecque à une seule tige) à un clavier et alimenté avec de l’air comprimé créé par une colonne d’eau.
Le Moyen Âge a été une période foisonnante pour la création de nouveaux instruments à vent[Par exemple ?].
Dès lors, les instruments ont été constamment améliorés depuis la Renaissance, mais contrairement aux Instruments à cordes comme les violons la plupart des instruments à vent n'atteignent leur forme moderne qu'à partir du XIXe siècle, période de grand essor pour la facture instrumentale avec par exemple:
- l'invention du piston en 1818 et donc des cuivres que l'on connait aujourd'hui (le seul cuivre pouvant jouer de manière chromatique étant jusque-là le trombone).
- l'invention par Theobald Boehm du système éponyme en 1832[6] pour flute traversière.
- l'invention du saxophone en 1846  et du saxhorn en 1843 par le très prolifique et célèbre facteur d'instrument Adolphe Sax.

## Classification
Les instruments sont classés par leur méthode de production du son et non par les matériaux qui les composent.

### La voix
La voix humaine peut être utilisée comme un instrument de musique, la colonne d'air est mise en vibration par les cordes vocales ; on distingue notamment :
- les femmes (soprano, alto, etc.) ;
- les hommes (ténor, baryton, basse, etc.).

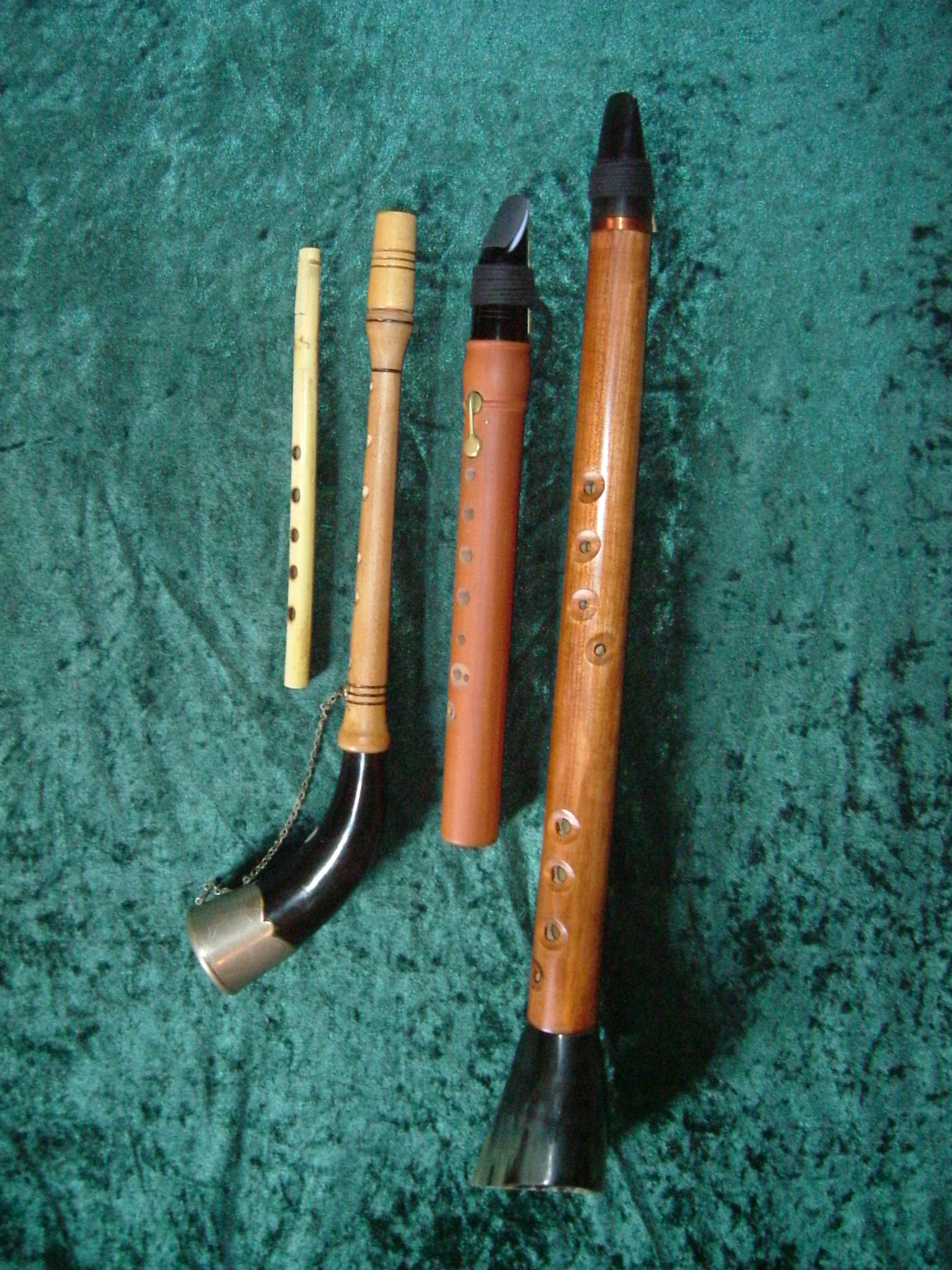
De gauche à droite : mandoura (Crète), rischok (Ukraine), chalumeau (adaptation moderne d'un instrument du XVIIIe siècle), birbyne (Lithuanie)

### Les Bois
Dans la famille des bois, une colonne d'air est mise en vibration sur un biseau (flutes) ou par une anche :

#### Instrument à biseau
Les instruments à biseau comprennent notamment la famille des flûtes :
- Instrument à conduit, comme la flûte à bec (en bois) ou le positif (tuyau en métal) ;
- Instrument à embouchure libre, comme les flûtes traversières, la quena (droite), le siku (polycalame) ou les flûtes obliques (comme le ney).

#### Instrument à anche
- Instrument à anche libre, comme l'harmonica, l'accordéon ou le bandonéon ;
- Instrument à anche simple, comme la clarinette (en ébène) ou le saxophone (en métal) ;
- Instrument à anche double, comme le hautbois, la bombarde ou le basson.

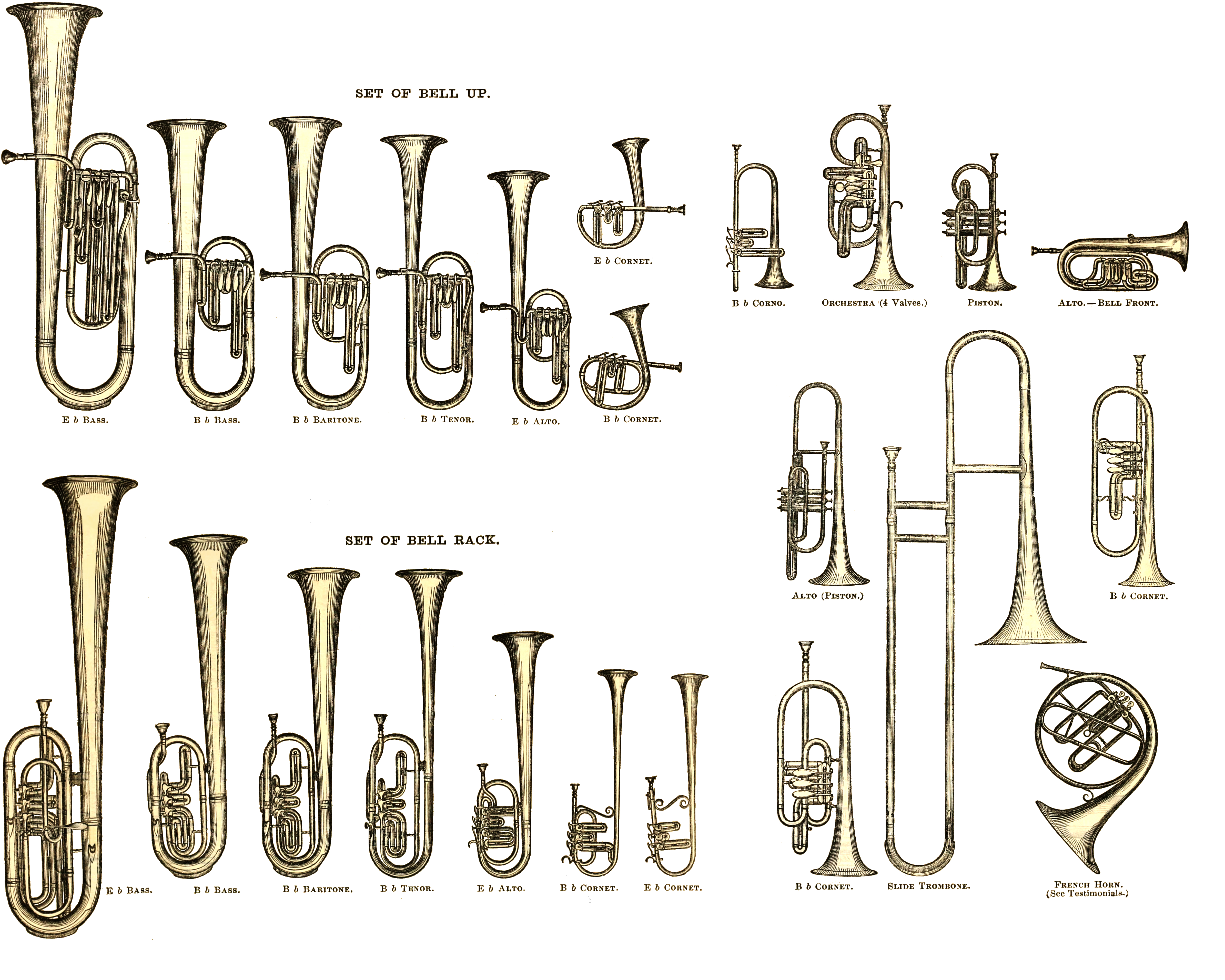
Illustration d'instruments de la famille des cuivres, tirée d'un catalogue de 1869.

### Les Cuivres
Dans la famille des cuivres, une colonne d'air est mise en vibration par les lèvres du musicien, comme la trompette (en métal), le cornet à bouquin et le didjeridoo (en bois) ou l'olifant (en ivoire).

### Instruments à vent mécaniques
Dans la famille des instruments à vent mécaniques, une colonne d'air est mise en vibration par un système mécanique, comme le limonaire ou l'orgue de Barbarie.

### Instruments à vents électroniques
Un instrument à vent électronique (en anglais : Electronic Wind Instrument) permet de piloter un synthétiseur avec le souffle, avec les doigtés d'instruments à vent.

## Par ordre alphabétique
- Aboès
- Accordéon
- Accordéon à touches piano
- Accordéon chromatique
- Accordéon de Styrie
- Accordéon diatonique
- Accordina
- Alboka (instrument à anche, basque)
- Alghoza
- Antara
- Antsiva (conque malgache)
- Arghoul
- Basson
- Bandonéon
- Bāngdí (piccolo chinois)
- Bassanello
- Bawu
- Bayane (sorte d'accordéon russe)
- Bazooka
- Biniou kozh (cornemuse bretonne)
- Birbyne
- Bishgüür
- Blul
- Bodega
- Boha
- Bombarde
- Bombardon
- Borrindo
- Bouteille
- Bucium (cor roumain des Carpates, du latin buccinum)
- Bugle
- Buisine
- Cabrette (cornemuse auvergnate)
- Carnyx
- Caval (flûte roumaine)
- Cécilium
- Cervelas (musique)
- Chabrette
- Chalemie
- Chalumeau
- Chirimía
- Chophar (corne hébraïque)
- Cimbasso
- Clairon
- Clarinette
- Clarinette alto
- Clarinette basse
- Clarinette contralto
- Clarinette contrebasse
- Clarinette d'amour
- Clarinette de basset
- Clarinette double
- Clarinette en métal
- Clarinette octo-contralto
- Clarinette octo-contrebasse
- Clarinette piccolo
- Clarinettes des Balkans
- Clarino
- Conque
- Contrebasse à vent
- Contrebasson
- Cor
- Cor anglais
- Cor de basset
- Cor de chasse
- Cor des Alpes
- Cor d'harmonie
- Cor naturel
- Cor postal
- Cornamuse
- Corne
- Corne de brume
- Cornemuse
- Cornet à bouquin
- Cornet à pistons
- Cornophone
- Cromorne
- Daegeum (ou tagum)
- Dangjeok
- Danso (ou tanso, variante coréenne du duanxiao)
- Diable
- Didgeridoo
- Dizi (flûte horizontale chinoise)
- Doedelzak
- Dongxiao (flûte verticale chinoise)
- Douçaine
- Dozaleh
- Duduk ou Doudouk, instrument arménien
- Dulzaina
- Dungchen
- Electronic Wind Instrument, instrument à vent électronique
- Erke
- Euphonium
- Ever büree
- Fifre (flûte traversière)
- Fiscorn
- Flûte
- Flûte à bec
- Flûte à coulisse
- Flûte alto
- Flûte andine
- Flûte au Paléolithique
- Flûte basse
- Flûte contrebasse
- Flûte d'amour
- Flûte de Pan
- Flûte en sol
- Flûte harmonique
- Flûte longitudinale
- Flûte mandingue
- Flûte multiple
- Flûte nasale
- Flûte piccolo
- Flûte ténor
- Flûte traversière
- Flûte traversière baroque
- Fujara
- Ghaïta (voir Zurna)
- Gaïta (cornemuse espagnole et portugaise)
- Galoubet
- Garmon
- Gasbâ (flûte tunisienne)
- Gemshorn
- Graïle
- Gralla
- Great Highland bagpipe
- Guanzi
- Gudastviri
- Harmonica (instrument à anche libre)
- Harmonium (orgue)
- Harpe éolienne
- Hautbois (instrument à anche double)
- Hautbois ancien
- Hautbois baryton
- Hautbois classique
- Hautbois d'amour
- Hautbois de chasse
- Hautbois moderne
- Heckelphone
- Hélicon
- Hichiriki (hautbois japonais, variante japonaise du bili chinois)
- Horagai
- Hulusi instrument à anche libre de Chine, Vietnam.
- Hümmelchen
- Jazzophone
- Junggeum
- Kagurabue
- Kakaki
- Kangling
- Kankangui (trompette du Bénin)
- Karnay
- Kaval (flûte bulgare)
- Kazoo
- Khên
- Khloy
- Khlui
- Klaxon
- Komabue
- Koncovka
- Koudi (flûte traversière chinoise en bambou)
- Kuray
- Launeddas (instrument sarde)
- Limonaire
- Lingm
- Lituus
- Loure
- Low whistle
- Magrouna
- Mellophone
- Mélodica
- Mezoued (cornemuse tunisienne)
- Mirliton
- Mohoceño
- Muchosa
- Musette
- Musette de cour
- Ney (flûte orientale)
- Neyanban
- Nōkan
- Northumbrian smallpipes
- Ocarina
- Okraulo
- Olifant
- Ophicléide
- Organetto (petit accordéon)
- Orgue
- Orgue classique
- Orgue de Barbarie
- Orgue électrique
- Orgue électronique
- Orgue numérique
- Orgue Hammond
- Orgue portatif
- Paixiao
- Parkapzuk
- Petite clarinette
- Pi
- Piccolo
- Pifano
- Pifülka
- Pinquillo
- Piri (version coréenne du bili chinois et hichiriki japonais)
- Plagiaulos
- Pommer
- Pungi
- Pututu
- Qarnay ouzbek
- Quena (flûte indienne des Andes)
- Rauschpfeife
- Reclam de xeremies
- Requinto
- Rgya gling
- Rhombe
- Rondador
- Ryūteki
- Sac de gemecs
- Säckpipa
- Sacqueboute
- Saenghwang
- Salpinx
- Sarrussophone
- Sarrussophone alto
- Sarrussophone baryton
- Sarrussophone basse
- Sarrussophone contrebasse
- Sarrussophone soprano
- Sarrussophone ténor
- Saxhorn
- Saxhorn alto
- Saxhorn baryton
- Saxhorn basse
- Saxophone
- Saxophone alto
- Saxophone baryton
- Saxophone basse
- Saxophone contrebasse
- Saxophone piccolo
- Saxophone sopranino
- Saxophone soprano
- Saxophone sous-contrebasse
- Saxophone ténor
- Saxotromba
- Saxtuba
- Scottish smallpipes
- Serpent
- Serinette
- Shakuhachi (flûte verticale japonaise en bambou)
- Shankha
- Shehnai
- Sheng (orgue à bouche à anche libre chinois)
- Shevi
- Shinobue
- Shō (version japonaise du sheng)
- Sifflet
- Siku
- Sipsi
- Siyotanka
- Sodina (flûte malgache)
- Sopilka
- Soubassophone
- Sourdine
- Souzabone
- Sringa
- Suŏnà (trompe de cérémonie chinoise, dérivée de la zurna des peuples turcs)
- Suling (flûte indonésienne)
- Svirel
- Svistulka (ru)
- Sybyzgy (flûte kazakhe)
- Taepyeongso
- Tarka
- Tárogató
- Tenora
- Tible
- Tin whistle
- Tizmarines
- Tjurunga
- Tlapitzalli
- Tournebout
- Trembita
- Trikiti (accordéon diatonique basque)
- Trombone
- Trombone à coulisse
- Trombone à pistons
- Trombone alto
- Trombone baroque
- Trombone basse
- Trombone contrebasse
- Trombone moderne
- Trombone sopranino
- Trombone soprano
- Trombone ténor
- Trompe
- Trompetica china
- Trompette à coulisse
- Trompette argienne
- Trompette baroque
- Trompette basse
- Trompette de cavalerie
- Trompette de poche
- Trompette médique
- Trompette naturelle
- Trompette piccolo
- Trompette soprano
- Trompette tyrrhénienne
- Tsambouna
- Tsuur
- Tuba
- Tuba baryton
- Tuba basse
- Tuba contrebasse
- Tuba curva
- Tuba sous-contrebasse
- Tuba ténor
- Tuba wagnérien
- Tubax (saxophone contrebasse à perce réduite)
- Tulum
- Tungso
- Txistu (flûte à bec basque)
- Uilleann pipes
- Valiha
- Veuze
- Vivo
- Vuvuzela (Corne droite d'environ 70 centimètres de long, utilisée par les supporters de football)
- Wakrapuku
- Washint
- Wot
- Xaphoon
- Xiao
- Xun (flûte globulaire chinoise, proche de l'ocarina)
- Yokobue (type de flûte japonaise transversale)
- Zampogna
- Zurna (instrument à anche double turc)